# بانک کیاتناکین
بانک کیاتناکین (تایلندی: ธนาคารเกียรตินาคิน) شرکت خدمات مالی و بانکداری تایلندی است، که در سال ۱۹۷۱ تأسیس شد.